# Keresztessy József (tornász)
Keresztessy József (Budapest, 1885. szeptember 19. – Kanada, Toronto, 1962. december 29.) olimpiai ezüstérmes magyar tornász, cinkográfus; Keresztessy József vívómester unokája.
Keresztessy Sándor (1843–1897) és Farkas Rozália gyermeke. 1911. augusztus 24-én Budapesten, a Józsefvárosban házasságot kötött Egressy Franciskával, Egressy János és Maul Mária gyermekével. Részt vett az 1912. évi nyári olimpiai játékokon Stockholmban. Egy torna versenyszámban indult, a csapatverseny meghatározott szereken. Ebben a számban ezüstérmes lett 15 csapattársával együtt.
Klubcsapata a NTE volt.